# Halterofilismo nos Jogos Olímpicos de Verão de 2004 - Até 75 kg feminino
A competição da categoria até 75 kg feminino do halterofilismo nos Jogos Olímpicos de Verão de 2004 realizou-se no dia 20 de agosto em Atenas. Um total de 16 atletas participaram.

## Medalhistas
| Ouro   | THA Pawina Thongsuk     |
| Prata  | RUS Natalia Zabolotnaia |
| Bronze | RUS Valentina Popova    |

## Resultados
| Pos. | Nome                         | Arranco (kg) | Arremesso (kg) | Total (kg) |
| ---- | ---------------------------- | ------------ | -------------- | ---------- |
| 1    | THA Pawina Thongsuk          | 122,5        | 150,0          | 272,5      |
| 2    | RUS Natalia Zabolotnaia      | 125,0        | 147,5          | 272,5      |
| 3    | RUS Valentina Popova         | 120,5        | 145,0          | 265,0      |
| 4    | HUN Gyöngyi Likerecz         | 115,0        | 142,5          | 257,5      |
| 5    | GRE Christina Ioannidi       | 112,5        | 142,5          | 255,0      |
| 6    | KAZ Tatiana Khromova         | 117,5        | 135,0          | 252,5      |
| 7    | KOR Kim Soon-Hee             | 112,5        | 137,5          | 250,0      |
| 8    | COL Tulia Angela Medina      | 112,5        | 132,5          | 245,0      |
| 9    | ARG Nora Koppel              | 100,0        | 137,5          | 237,5      |
| 10   | DOM Wanda Rijo               | 110,0        | 127,5          | 237,5      |
| 11   | ESA Eva Dimas                | 105,0        | 125,0          | 230,0      |
| 12   | MEX Damaris Gabriela Aguirre | 100,0        | 122,5          | 222,5      |
| 13   | AUS Deborah Lovely           | 92,5         | 115,0          | 207,5      |
| 14   | MRI Marie Jesika Dalou       | 57,5         | 72,5           | 130,0      |
| —    | EGY Nahla Mohamed            | —            | —              | DNF        |
| —    | TPE Shih Chun Huang          | —            | —              | DNF        |